# Émilien Clère
Émilien Clère (né le 4 juin 1982 à Chaumont) est un coureur cycliste français. Il pratique le cyclisme sur route et le cyclisme sur piste.

## Biographie
Émilien Clère vient d'une famille cycliste : son père était cycliste, ainsi que son oncle Régis Clère qui a notamment été champion de France sur route en 1982 et quadruple vainqueur d'étape sur le Tour de France.
C’est un spécialiste des épreuves sur piste et en particulier du demi-fond, discipline dont il est quadruple champion de France en 2014 sur le vélodrome de Saint-Quentin-en-Yvelines, en 2016 sur le vélodrome de Bordeaux en 2017 au vélodrome Georges-Préveral et 2022. Il est régulièrement sélectionné en équipe de France pour participer à différentes compétitions internationales comme les championnats d'Europe de demi-fond. Il fait longtemps équipe lors des courses de demi-fond avec l’entraîneur François Toscano.
Au cours de sa carrière, il se distingue également en remportant plusieurs championnats régionaux sur la route, mais aussi en se classant parmi les dix premiers de courses enregistrées à l'Union cycliste internationale comme le Grand Prix de Pérenchies, dont il prend la 4e place en 2011 et 2012 ou encore Paris-Chauny, qu'il boucle à la 10e place en 2015. Il se classe également 4e de la Vienne Classic en 2013, derrière Frédéric Brun, Yannis Yssaad et Mathieu Simon.

## Palmarès sur route

### Par année
- 2008
  - Boucles de Haute-Vienne
- 2009
  - 3e de la Nocturne de Bar-sur-Aube
- 2011
  - Grand Prix de la Libération de Chaumont
  - Grand Prix de Bry-sur-Marne
  - 2e du Grand Prix de Saint-Parres aux Tertres
  - 3e de Paris-Chauny
- 2012
  - 2e du Prix de Montmorency-Beaufort
- 2013
  - Champion de Champagne-Ardenne
  - Grand Prix d'Onjon
  - 3e de la Nocturne de Bar-sur-Aube
- 2014
  - Champion de la Région Centre
  - 2e du Grand Prix de Saint-Souplet
  - 2e du Prix de Villemandeur
  - 2e du Challenge Mayennais
  - 3e du Grand Prix Christian Fenioux
- 2015
  - 5e étape du Tour des Deux-Sèvres
  - 2e du Grand Prix d'Houdain
  - 2e du Prix de Chalette et de l'AME
  - 3e du Grand Prix cycliste de Machecoul
  - 3e du Grand Prix de Montamisé
  - 3e de la Nocturne de Cosne-sur-Loire
- 2016
  - Flèche de la Touraine du Sud
  - 2e du Championnat de la Région Centre de contre-la-montre
- 2018
  - Grand Prix Avesnois
  - 3e du Prix de Bonneval
- 2019
  - 3e des Boucles entre Beauce-et-Perche

### Classements mondiaux
| Année           | 2006   | 2007 | 2008 | 2009 | 2010 | 2011 | 2012 | 2013 |
| --------------- | ------ | ---- | ---- | ---- | ---- | ---- | ---- | ---- |
| UCI Europe Tour | 1 332e |      |      |      |      | 757e | 714e | 943e |

## Palmarès sur piste

### Championnats de France
| - 2007 - 3e du championnat de France de demi-fond - 2009 - 3e du championnat de France de demi-fond - 2011 - 3e du championnat de France de demi-fond - 2013 - 2e du championnat de France de demi-fond - 2014 - Champion de France de demi-fond - 2016 - Champion de France de demi-fond - 2017 - Champion de France de demi-fond | - 2018 - 3e du championnat de France de demi-fond - 2019 - 2e du championnat de France de demi-fond - 2021 - 3e du championnat de France de demi-fond - 2022 - Champion de France de demi-fond - 2024 - 2e du championnat de France de demi-fond - 2025 - 3e du championnat de France de demi-fond |  |